# Hemibagrus sabanus
Hemibagrus sabanus és una espècie de peix de la família dels bàgrids i de l'ordre dels siluriformes.

## Morfologia
Els mascles poden assolir els 20 cm de longitud total.

## Distribució geogràfica
Es troba al nord de Borneo.